# Max Linders Svigermoder
Max Linders Svigermoder er en fransk stumfilm fra 1914 af Max Linder og Lucien Nonguet.

## Medvirkende
- Max Linder som Max.
- Léon Belières.
- Charles de Rochefort.
- Saturnin Fabre.
- Gabrielle Lange.